# Гай Клавдий Канина
Гай Кла́вдий Кани́на (лат. Gaius Claudius Canina; умер после 273 года до н. э.) — римский военачальник и политический деятель из патрицианского рода Клавдиев, консул 285 и 273 годов до н. э.

## Происхождение
В Капитолийских фастах Канина указан как сын Марка Клавдия и внук Гая Клавдия. 

## Биография
Канина дважды занимал должность консула — в 285 и 273 годах до н. э. После второго консульства он отпраздновал триумф над луканами, бруттиями и самнитами. Затем Канина основал две колонии — Козу и Пестум. При нём прибыло посольство из Египта и было заключено соглашение о дружбе с римским царём. Согласно Дионисию Галикарнасскому, переговоры велись в Египте отправленным туда посольством из трёх сенаторов.